# Undskyld jeg forstyrrer
Undskyld jeg forstyrrer er en film instrueret af Henrik Ruben Genz efter manuskript af Henrik Ruben Genz og Maja Jul Larsen.

## Handling
Undskyld jeg forstyrrer er en skæv kærlighedskomedie om den unge smukke, men forvirrede, Helene, der ifølge sin dominerende mor er kommet til verden som et 'teknisk uheld'. Helenes søgen efter sin ukendte far fører hende til et lille skrantende københavnsk teater. Godt hjulpet af morens hund, som Helene i øvrigt altid har stået i skyggen af, lykkes det hende at komme helt tæt på teaterdirektøren og resten af det hårdt pressede persongalleri. Det bliver en overrumplende rejse, hvor alt vendes op og ned, og hvor Helene ikke nødvendigvis finder det hun søgte, men noget andet - og meget større.